# Cyathula lanceolata
Cyathula lanceolata är en amarantväxtart som beskrevs av Schinz. Cyathula lanceolata ingår i släktet Cyathula, och familjen amarantväxter. Inga underarter finns listade i Catalogue of Life.